# Žrnovnica
Žrnovnica är en ort i Kroatien.   Den ligger i länet Dalmatien, i den södra delen av landet, 260 km söder om huvudstaden Zagreb. Žrnovnica ligger 48 meter över havet och antalet invånare är 2 536.
Terrängen runt Žrnovnica är kuperad åt nordost, men åt sydväst är den platt. Havet är nära Žrnovnica åt sydväst.  Närmaste större samhälle är Split, 9,8 km väster om Žrnovnica. Trakten runt Žrnovnica består till största delen av jordbruksmark.